# Eben-Haëzerkerk (Barendrecht)
De Eben-Haëzerkerk is een kerkgebouw van de Christelijke Gereformeerde Kerken in de Nederlandse plaats Barendrecht, provincie Zuid-Holland. 
Op 23 december 1898 werd de Christelijke Gereformeerde Kerk in Barendrecht geïnstitueerd. De gemeente kwam samen in een kerkgebouwtje aan de Voordijk. Deze werd in 1929 vervangen door een nieuw kerkgebouw, dat in 1986 gesloopt is. In 1987 werd het derde kerkgebouw gebouwd die ontworpen is door A. Maat. Het betreft een modern kerkgebouw met een vrijstaande klokkentoren. Het orgel is uit het voormalige kerkgebouw overgeplaatst in het huidige kerkgebouw.

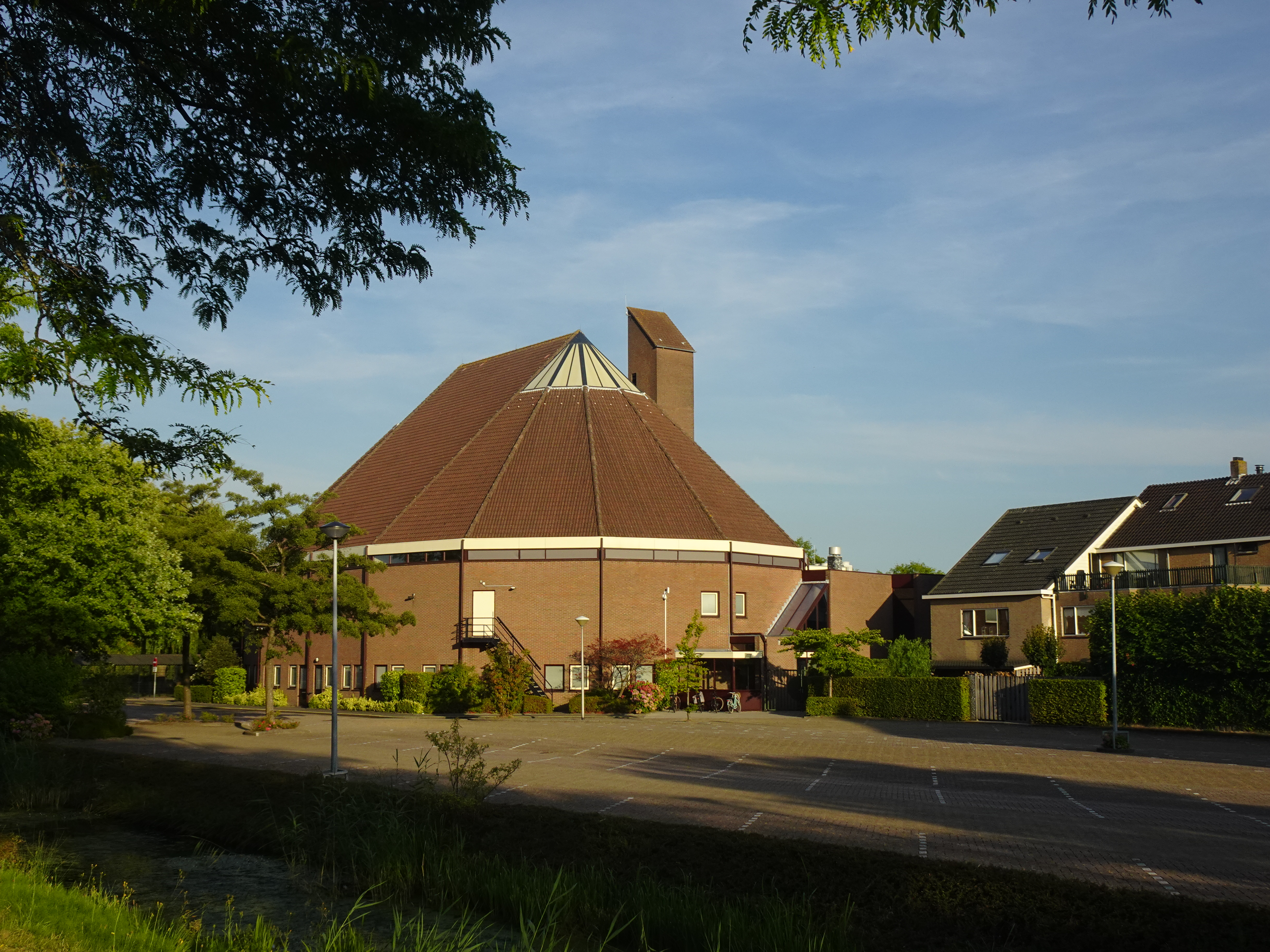
Het kerkgebouw vanaf het kerkplein